# Hans Schimitzek
Hans Schimitzek (* 13. Juli 1875 in Wien; † 8. November 1957 ebenda) war ein österreichischer Architekt des Reformstils.

## Leben und Wirken
Hans Schimitzek war Sohn des Wiener Stadtbaumeisters Wilhelm Schimitzek (1847–1914). Er studierte von 1892 bis 1898 Architektur an der TU Wien und schloss mit dem Akademischen Titel Dipl.-Ing. ab.
Zuerst im väterlichen Büro tätig, war er ab 1904 selbständiger Architekt in Wien. Mit Krankenhausbauten war er sehr erfolgreich und fand als Spezialist für Spitäler und Kuranstalten auch fachlich breite Anerkennung seiner Kunst. Etwa beauftragte ihn die Wirer’sche Badstiftung Bad Ischl (siehe Franz Wirer von Rettenbach) mit der Reorganisation der Kuranstalten. Schimitzek war ein sehr vielseitiger Architekt. So trug er bei der Konzeption der Spitalbauten den modernsten technischen sowie medizinischen Errungenschaften Rechnung und verstand es, im Wohnhausbau geschickt modernes Dekor mit traditionellem Formenvokabular zu vereinen und damit ästhetisch ansprechende und repräsentative Gebäude zu schaffen.

## Werke (Auswahl)
| Foto  |                 | Baujahr   | Name                                                               | Standort                                                  | Beschreibung                                              | Metadaten                                                             |
| ----- | --------------- | --------- | ------------------------------------------------------------------ | --------------------------------------------------------- | --------------------------------------------------------- | --------------------------------------------------------------------- |
| ja    | Datei hochladen | 1902      | Miethaus HERIS-ID: 10423 Objekt-ID: 6480                           | Wien 5, Margaretenstraße 100 Standort                     |                                                           | P84(Architekt):Hans Schimitzek P131(Ort):Margareten Region-ISO:AT-9   |
| ja    | Datei hochladen | 1903–1904 | Miethaus                                                           | Wien 2, Ausstellungsstraße 51 Standort                    | Anmerkung: eigenes Atelier                                | P84(Architekt): P131(Ort):                                            |
| ja    | Datei hochladen | 1906–1908 | Johann Nestroy Schule                                              | Bad Ischl, Kaiser-Franz-Josef-Str. 6 Standort             | Anmerkung: ehemals Kaiser Franz Josef Knaben-Bürgerschule | P84(Architekt): P131(Ort):                                            |
| ja    | Datei hochladen | 1906–1910 | Miethaus                                                           | Wien 3, Rudolf-von-Alt-Platz 2 Standort                   |                                                           | P84(Architekt): P131(Ort):                                            |
| ja    | Datei hochladen | 1907      | Miethaus                                                           | Wien 7, Lerchenfelderstraße 129 Standort                  |                                                           | P84(Architekt): P131(Ort):                                            |
| ja    | Datei hochladen | 1907–1908 | Miethaus                                                           | Wien 7, Kaiserstraße 106 Standort                         |                                                           | P84(Architekt):Hans Schimitzek P131(Ort):Wien Region-ISO:AT-9         |
| ja    | Datei hochladen | 1908–1910 | Kaiserin-Elisabeth-Krankenhaus HERIS-ID: 99671 Objekt-ID: 115822   | Bad Ischl, Dr.-Mayer-Straße 8 Standort                    |                                                           | P84(Architekt): P131(Ort):Bad Ischl Region-ISO:AT-4                   |
| ja BW | Datei hochladen | 1909–1911 | Krankenhaus HERIS-ID: 21302 Objekt-ID: 17620                       | Scheibbs Standort                                         | → Hauptartikel : Landesklinikum Scheibbs f1               | P84(Architekt): P131(Ort):Scheibbs Region-ISO:AT-3                    |
| ja    | Datei hochladen | 1910–1911 | Miethaus                                                           | Wien 6, Mariahilfer Straße 49 Standort                    |                                                           | P84(Architekt):Hans Schimitzek P131(Ort):Wien Region-ISO:AT-9         |
| ja    | Datei hochladen | 1911      | Miethaus                                                           | Wien 3, Krieglergasse 17–19 / Weißgerberlände 18 Standort |                                                           | P84(Architekt):Hans Schimitzek P131(Ort):Wien Region-ISO:AT-9         |
| ja    | Datei hochladen | 1912      | St. Anna-Krankenhaus HERIS-ID: 52611 Objekt-ID: 59874              | Steyr, Sierninger Straße 170 Standort                     |                                                           | P84(Architekt): P131(Ort):Steyr Region-ISO:AT-4                       |
|       | Datei hochladen | 1912–1913 | Allgemeines Krankenhaus                                            | Krems                                                     | zerstört Anmerkung: Umbau                                 | P84(Architekt): P131(Ort):                                            |
| ja    | Datei hochladen | 1913–1914 | Doppelhaus                                                         | Wien 18, Geyergasse 2–2a Standort                         |                                                           | P84(Architekt):Hans Schimitzek P131(Ort):Währing Region-ISO:AT-9      |
| ja    | Datei hochladen | 1942      | Wohnhausanlage HERIS-ID: 30768 Objekt-ID: 27534 Wiener Wohnen: 338 | Wien 1, Wollzeile 27 Standort                             |                                                           | P84(Architekt):Hans Schimitzek P131(Ort):Innere Stadt Region-ISO:AT-9 |
| ja    | Datei hochladen | 1951      | Miethaus                                                           | Wien 23, Dr.-Neumann-Gasse 8–10 Standort                  | Anmerkung: mit Arnold Goldberger                          | P84(Architekt): P131(Ort):                                            |
| BW    | Datei hochladen | 1957      | Miethaus                                                           | Wien 10, Neilreichgasse 85–89 Standort                    | Anmerkung: mit Kurt Nehrer, Raoul Lavaulx                 | P84(Architekt): P131(Ort):                                            |
| ja    | Datei hochladen |           | Wohnhaus                                                           | Wien 18, Edmund-Weiß-Gasse 19 Standort                    | Villa Komet Anmerkung: ehem. Spöttelgasse                 | P84(Architekt): P131(Ort):                                            |
|       | Datei hochladen |           | Allgemeines Krankenhaus                                            | Volosca-Abbazia, Küstenland / Opatija, HR                 |                                                           | P84(Architekt): P131(Ort):                                            |
|       | Datei hochladen |           | Krankenhaus                                                        | Oderfurt, Mähren / Privoz, CZ                             |                                                           | P84(Architekt): P131(Ort):                                            |